# Idarkopf

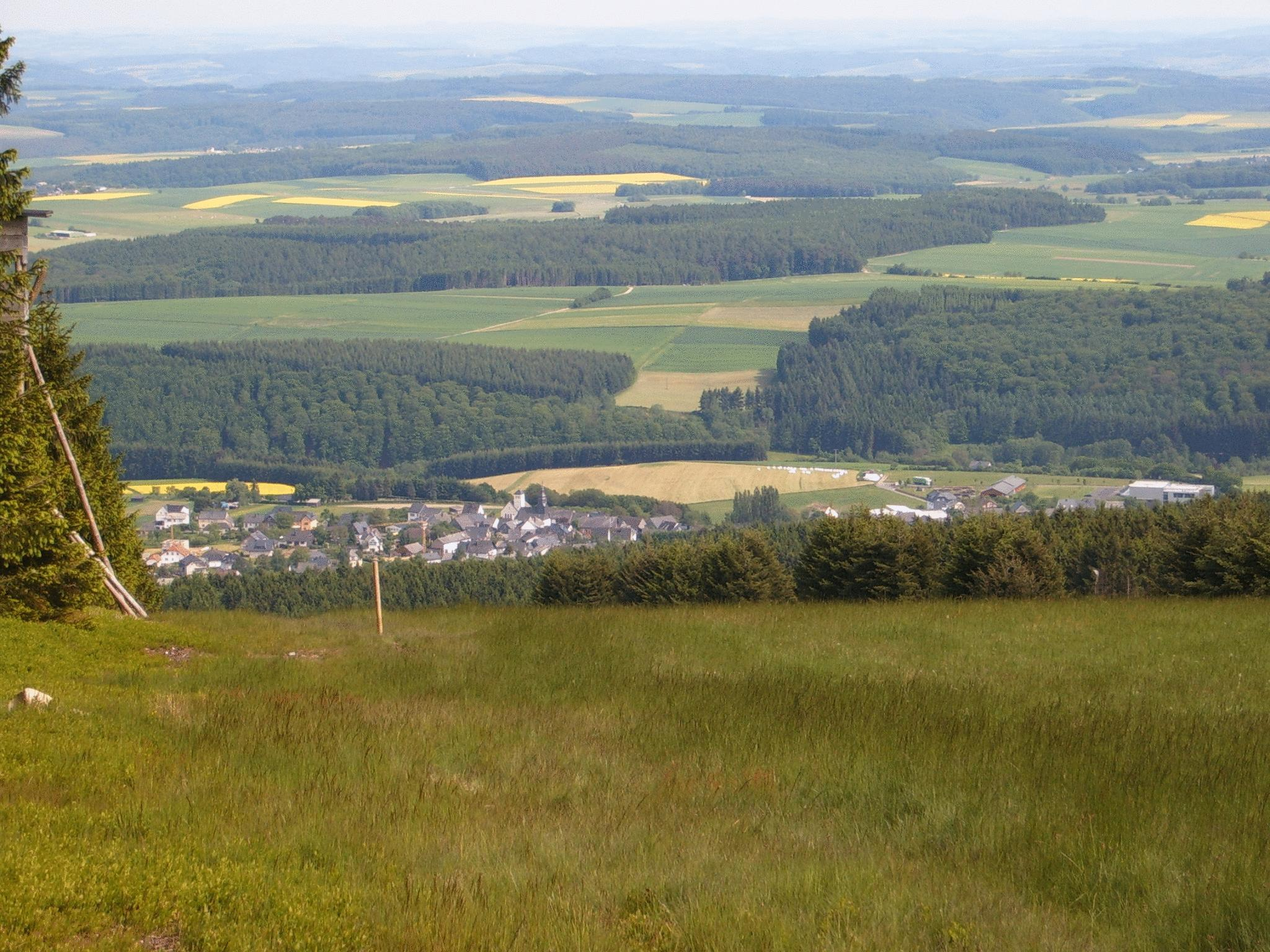
Blick vom Idarkopf über einstigen Skipistenhang und Stipshausen hinweg nach Südosten – etwa in Richtung Kirn

Der Idarkopf bei Stipshausen im Hunsrück ist ein 745,7 m ü. NHN hoher Berg des Idarwaldes in den Landkreisen Birkenfeld und Bernkastel-Wittlich und gehört zu den höchsten Bergen in Rheinland-Pfalz.

## Geographie

### Lage
Der Idarkopf liegt im Nordosten des Idarwaldes im Naturpark Saar-Hunsrück. Sein Gipfel erhebt sich rund 2 km nordwestlich der Ortsgemeinde Stipshausen (Landkreis Birkenfeld) und 4 km südöstlich der Ortsgemeinde Hochscheid (Landkreis Bernkastel-Wittlich). Während der Berggipfel und die Südostflanke des Berges zu Stipshausen gehören, zählen westliche Flankenteile des Berges zu Hochscheid und nördliche bis nordöstliche Bergteile zur 3,5 km (jeweils Luftlinie) ostnordöstlich des Gipfels gelegenen Ortsgemeinde Weitersbach (Landkreis Birkenfeld). Nordöstlich vorbei am Idarkopf fließt der Idarbach und südlich davon fließt der Rhaunelbach in Richtung Rhaunen.

### Naturräumliche Zuordnung
Der Idarkopf gehört in der naturräumlichen Haupteinheitengruppe Hunsrück (Nr. 24) und in der Haupteinheit Hoch- und Idarwald (242) zur Untereinheit Idarwald (242.2).

## Schutzgebiete
Auf dem bewaldeten Idarkopf liegen Teile des Landschaftsschutzgebiets Hochwald-Idarwald mit Randgebieten (CDDA-Nr. 321654; 1976 ausgewiesen; 47,182 km² groß) und des Fauna-Flora-Habitat-Gebiets Idarwald (FFH-Nr. 6109-303; 65,64 km²).

## Türme
Etwa 200 m nordwestlich vom Gipfel des Idarkopfs steht auf 744,2 m Höhe der Aussichtsturm Idarkopfturm, von dem der Blick zum Beispiel zum Taunus, zum Donnersberg über den Hunsrück, zur Eifel und zum Westerwald fällt. Rund 300 m nordöstlich des Gipfels steht auf etwa 738 m Höhe ein Sendeturm.

## Wintersport
Der Idarkopf wurde im Winter als Skigebiet genutzt: Es bestanden zwei Schlepplifte, zwei Skipisten (eine davon war 1.200 m lang) und mehrere Langlaufloipen, eine 600 m lange Rodelbahn und ein 80 m langer Rodelkanal. Im Winter 2009/10 wurden die Liftanlagen wegen größerer Defekte nicht mehr in Betrieb genommen. Weitere schwere Schäden an den Anlagen verursachte Orkan Xynthia im Februar 2010. Der Bau einer Skihalle an gleicher Stelle befand sich in Planung, wurde aber auf Grund naturschutzrechtlicher Bedenken verworfen.

## Verkehr und Wandern
Vorbei am nordwestlich des Idarkopfs gelegenen Hochscheid führt die Bundesstraße 327. Die bei der Ortschaft von dieser Straße abzweigende und durch das Dorf verlaufende Kreisstraße 126, die an der Grenze der Landkreise Bernkastel-Wittlich und Birkenfeld in die K 24 übergeht, führt rund 2 km (Luftlinie) südwestlich des Berggipfels über den Hauptkamm des Idarwaldes nach Stipshausen. Zum Beispiel an dieser Straße beginnend kann der Berg zumeist auf Waldwegen und -pfaden erwandert werden. Über den Hauptkamm des Idarwaldes führt der Europäische Fernwanderweg E3.